# Finale della UEFA Champions League 2020-2021
La finale della 66ª edizione della Champions League si è disputata il 29 maggio 2021 allo stadio do Dragão di Porto tra due compagini inglesi: Manchester City e Chelsea.
La finale si sarebbe dovuta disputare allo stadio San Pietroburgo dell'omonima città. Tuttavia, a causa del rinvio e dello spostamento della finale del 2020 allo stadio da Luz di Lisbona per via della pandemia di COVID-19, le sedi già selezionate sono slittate all'anno successivo e di conseguenza la finale del 2021 è stata programmata allo stadio olimpico Atatürk di Istanbul. Due settimane prima della finale, a causa della pandemia di COVID-19 in Turchia, la UEFA ha annunciato di aver spostato la sede della finale allo stadio do Dragão di Porto, per permettere ad un numero limitato di spettatori di assistere alla finale. Lo stadio do Dragão è stato quindi aperto al pubblico parzialmente, con capienza ridotta al 33%.
La squadra campione, il Chelsea, ha ottenuto il diritto di partecipare alla Supercoppa UEFA 2021, da disputare contro i vincitori della UEFA Europa League 2020-2021, gli spagnoli del Villarreal, e si è qualificata d'ufficio alle edizioni 2021 e 2025 della Coppa del mondo per club FIFA.
Questa è stata la terza finale nella storia della competizione in cui si sono affrontate due squadre inglesi, dopo quelle del 2008 e 2019. L'unico precedente nelle competizioni UEFA tra i due club risaliva alle semifinali della Coppa delle Coppe 1970-1971, quando il Chelsea aveva eliminato il Manchester City con un risultato complessivo di 2-0 tra andata e ritorno.

## Le squadre
| Squadre         | Partecipazioni precedenti (il grassetto indica la vittoria) |
| --------------- | ----------------------------------------------------------- |
| Manchester City | Nessuna                                                     |
| Chelsea         | 2 (2008, 2012)                                              |

## Sede
Questa è stata la prima finale di UEFA Champions League ospitata dallo stadio, la seconda consecutiva disputata in Portogallo dopo quella del 2020 ospitata dallo stadio da Luz di Lisbona.

### Selezione della sede
Durante il Congresso di Lubiana (Slovenia) del 24 settembre 2019, furono stabilite le sedi delle finali di UEFA Champions League dal 2021 al 2023. La finale del 2021 fu assegnata alla città di San Pietroburgo, nell'omonimo stadio.
Il 17 giugno 2020 il Comitato Esecutivo della UEFA ha annunciato lo spostamento della sede della finale del 2020 dallo Stadio olimpico Atatürk di Istanbul allo stadio da Luz di Lisbona a causa della pandemia di COVID-19 in Europa, con conseguente slittamento di un anno di tutte le finali in programma. Di conseguenza, la finale del 2021 fu riprogrammata a Istanbul.
Il 13 maggio 2021, a soli 16 giorni dalla finale, l'UEFA ha annunciato lo spostamento della finale dallo stadio olimpico Atatürk di Istanbul allo stadio do Dragão di Porto. Tale provvedimento è stato conseguenza delle regole di mobilità internazionale fra Gran Bretagna e Turchia in conseguenza alla pandemia di COVID-19, che avrebbero di fatto impedito ai tifosi delle finaliste, entrambe inglesi, di recarsi nella sede della finale. Ad Istanbul è stata poi riassegnata la finale del 2022-2023.

## Il cammino verso la finale

### Manchester City
Il Manchester City di Josep Guardiola viene inserito nel Gruppo C insieme a Porto, Olympiacos e Olympique Marsiglia. Nell'incontro d'esordio, gli inglesi battono il Porto per 3-1 in casa, prima di imporsi in trasferta per 3-0 contro l'Olympique Marsiglia; nella doppia sfida contro l'Olympiakos arrivano un 3-0 interno e un 1-0 esterno. Il girone si chiude con un pareggio per 0-0 in trasferta contro i portoghesi e una vittoria in casa per 3-0 contro i francesi, che determinano il primo posto in classifica con 16 punti conquistati, derivanti appunto da cinque trionfi e un solo pari. Agli ottavi di finale vengono sorteggiati i tedeschi del Borussia M'gladbach, eliminati con un risultato complessivo di 4-0 tra gara di andata e ritorno, entrambe vinte per 2-0. Ai quarti i Citizens eliminano un'altra squadra tedesca, il Borussia Dortmund, con un risultato complessivo di 4-2 nel doppio confronto, frutto di due vittorie per 2-1. In semifinale i francesi del Paris Saint-Germain, finalisti della precedente edizione e forti dell'aver eliminato i campioni uscenti del Bayern Monaco ai quarti, vengono battuti con un risultato complessivo di 4-1 tra andata, vinta per 2-1 a Parigi, e ritorno, successo per 2-0 a Manchester. I mancuniani agguantano così la prima finale di Champions League della propria storia, diventando inoltre il nono club inglese a raggiungere l'atto conclusivo della competizione.

### Chelsea
Il Chelsea di Thomas Tuchel viene inserito nel Gruppo E insieme a Siviglia, Krasnodar e Rennes. Nella partita di debutto, gli inglesi pareggiano per 0-0 in casa contro il Siviglia, prima di imporsi con un 4-0 in trasferta ai danni del Krasnodar; nel doppio confronto con i francesi del Rennes, arrivano un 3-0 interno e un 2-1 esterno. Il girone si completa con un trionfo esterno per 4-0 contro gli spagnoli e un pareggio per 1-1 in casa coi russi, che sancisce il primo posto del girone con 14 punti conquistati, derivanti appunto da quattro vittorie e due pareggi. Agli ottavi di finale vengono sorteggiati gli spagnoli dell'Atlético Madrid, eliminati con un risultato complessivo di 3-0 tra andata e ritorno, determinato dalla vittoria esterna per 1-0 e da quella interna per 2-0. Ai quarti i lusitani del Porto vengono sconfitti con un risultato complessivo di 2-1 tra andata, vinta per 2-0 in trasferta, e ritorno, perso per 1-0 in casa. In semifinale gli spagnoli del Real Madrid, capaci di eliminare in sequenza l'Atalanta agli ottavi e il Liverpool ai quarti, vengono battuti con un netto 3-1 nel doppio confronto, determinato dal pareggio per 1-1 a Madrid e la vittoria per 2-0 a Londra. I Blues raggiungono così la terza finale di Champions League della propria storia, a distanza di nove anni dall'ultima disputata e vinta contro il Bayern Monaco.

### Tabella riassuntiva del percorso
Note: In ogni risultato sottostante, il punteggio della finalista è menzionato per primo. (C: Casa; T: Trasferta)
| Squadra             | Pt | G |
| ------------------- | -- | - |
| Manchester City     | 16 | 6 |
| Porto               | 13 | 6 |
| Olympiacos          | 3  | 6 |
| Olympique Marsiglia | 3  | 6 |

| Squadra   | Pt | G |
| --------- | -- | - |
| Chelsea   | 14 | 6 |
| Siviglia  | 13 | 6 |
| Krasnodar | 5  | 6 |
| Rennes    | 1  | 6 |

## Contesto
Allo stadio do Dragão di Porto va in scena la finale tra Manchester City, alla prima presenza nell'atto conclusivo della competizione, e Chelsea, alla terza finale dopo quella persa nel 2008 e quella vinta nel 2012: anche in quest'ultima occasione l'allenatore Di Matteo era subentrato a stagione in corso, esattamente come Tuchel, chiamato per sostituire Lampard nel gennaio 2021. Il tecnico dei Citizens, Guardiola, schiera la squadra col 4-3-1-2: davanti al portiere Ederson, la linea difensiva a quattro è composta da Walker e Zinchenko come terzini e da Stones e Dias come difensori centrali. In mediana Gündoğan è supportato da Foden e Bernardo Silva, mentre sulla trequarti è disposto il capitano De Bruyne alle spalle delle due punte Sterling e Mahrez. L'allenatore dei Blues, Tuchel, opta invece per un accorto 5-2-2-1: davanti Mendy, il terzetto di difensori centrali è formato dal capitano Azpilicueta, Thiago Silva e Rüdiger; con James e Chilwell che agiscono come terzini. In mediana Jorginho è affiancato da Kanté, mentre Havertz e Mount sono i due trequartisti dietro all'unico centravanti Werner.

## La partita

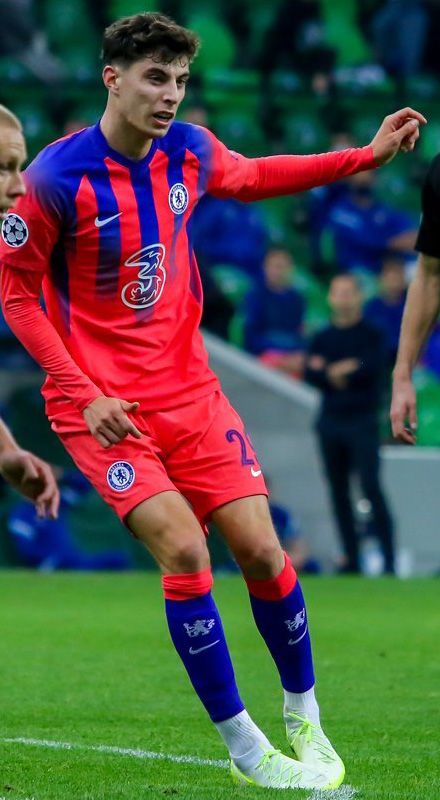
Kai Havertz, autore della rete decisiva.

Dopo il calcio d'inizio è la squadra di Manchester a imporre il proprio gioco, rendendosi pericolosa dopo otto minuti di gioco con un tiro di Sterling, deviato in angolo dal portiere Mendy. Tra il 10' e il 15' l'attaccante dei Blues Werner ha tre occasioni per mandare in vantaggio la propria squadra: nella prima liscia il pallone su cross di Havertz, nella seconda si vede respingere il tiro da Ederson, nella terza invece il suo tiro viene deviato in corner da Stones. Al 39' Thiago Silva, difensore dei londinesi, è costretto ad uscire dal campo per infortunio, venendo sostituito da Christensen. Il gol del vantaggio per il Chelsea arriva al 42', quando Mount serve in profondità Havertz, tenuto ingenuamente in posizione regolare da Zinchenko: l'attaccante supera il portiere avversario Ederson dopo un rimpallo e deposita il pallone in rete a porta vuota, firmando l'1-0. Il primo tempo si conclude con il vantaggio per i Blues.
Nel secondo tempo il City prova ad agguantare il pareggio, impensierendo diverse volte la difesa del Chelsea. Al 60' anche il centrocampista dei Citizens De Bruyne è costretto a lasciare il campo per infortunio dopo un duro scontro di gioco con il difensore del Chelsea Rüdiger, venendo sostituito da Jesus. Un minuto dopo l'arbitro Lahoz va a consultare il VAR per un potenziale fallo da rigore, causato da un presunto tocco di mano di James in area, ma opta per non assegnare la massima punizione. Dopo essersi spinto in attacco per tutto il secondo tempo, in pieno recupero il Manchester City sfiora il pareggio con un tiro di Mahrez, che finisce alto sopra la traversa. Il Chelsea festeggia quindi la seconda vittoria in UEFA Champions League della propria storia, dopo quella del 2012 ai danni del Bayern Monaco.
Il centrocampista dei Blues Kanté viene premiato MVP della gara.

## Tabellino

### Dettagli
La squadra "di casa" (ai fini amministrativi) è stata determinata da un sorteggio aggiuntivo effettuato dopo il sorteggio dei quarti di finale.
| Arbitro: | Antonio Mateu Lahoz |

|  |           |             |
|  | Marcatori | 42’ Havertz |

| Manchester City | Chelsea |

| P               | 31 | Ederson             |     |     |
| D               | 2  | Kyle Walker         |     |     |
| D               | 5  | John Stones         |     |     |
| D               | 3  | Rúben Dias          |     |     |
| D               | 11 | Oleksandr Zinchenko |     |     |
| C               | 20 | Bernardo Silva      |     | 64’ |
| C               | 8  | İlkay Gündoğan      | 35’ |     |
| C               | 47 | Phil Foden          |     |     |
| C               | 17 | Kevin De Bruyne     |     | 60’ |
| A               | 26 | Riyad Mahrez        |     |     |
| A               | 7  | Raheem Sterling     |     | 77’ |
| A disposizione: |    |                     |     |     |
| P               | 13 | Zack Steffen        |     |     |
| P               | 33 | Scott Carson        |     |     |
| D               | 6  | Nathan Aké          |     |     |
| D               | 14 | Aymeric Laporte     |     |     |
| D               | 22 | Benjamin Mendy      |     |     |
| D               | 27 | João Cancelo        |     |     |
| D               | 50 | Eric García         |     |     |
| C               | 16 | Rodri               |     |     |
| C               | 25 | Fernandinho         |     | 64’ |
| A               | 9  | Gabriel Jesus       | 88’ | 60’ |
| A               | 10 | Sergio Agüero       |     | 77’ |
| A               | 21 | Ferrán Torres       |     |     |
| Allenatore:     |    |                     |     |     |
| Pep Guardiola   |    |                     |     |     |

| P               | 16 | Edouard Mendy       |     |     |
| D               | 28 | César Azpilicueta   |     |     |
| D               | 6  | Thiago Silva        |     | 39’ |
| D               | 2  | Antonio Rüdiger     | 57’ |     |
| D               | 24 | Reece James         |     |     |
| D               | 21 | Ben Chilwell        |     |     |
| C               | 5  | Jorginho            |     |     |
| C               | 7  | N'Golo Kanté        |     |     |
| A               | 29 | Kai Havertz         |     |     |
| A               | 19 | Mason Mount         |     | 80’ |
| A               | 11 | Timo Werner         |     | 66’ |
| A disposizione: |    |                     |     |     |
| P               | 1  | Kepa Arrizabalaga   |     |     |
| P               | 13 | Willy Caballero     |     |     |
| D               | 3  | Marcos Alonso       |     |     |
| D               | 4  | Andreas Christensen |     | 39’ |
| D               | 15 | Kurt Zouma          |     |     |
| D               | 33 | Emerson Palmieri    |     |     |
| C               | 10 | Christian Pulisic   |     | 66’ |
| C               | 17 | Mateo Kovačić       |     | 80’ |
| C               | 20 | Callum Hudson-Odoi  |     |     |
| C               | 22 | Hakim Ziyech        |     |     |
| C               | 23 | Billy Gilmour       |     |     |
| A               | 9  | Tammy Abraham       |     |     |
| A               | 18 | Olivier Giroud      |     |     |
| Allenatore:     |    |                     |     |     |
| Thomas Tuchel   |    |                     |     |     |